# Тетюші (Нижньогородська область)
Тетюші (рос. Тетюши) — присілок в Лукояновському районі Нижньогородської області Російської Федерації.
Населення становить 6 осіб. Входить до складу муніципального утворення Большеарська сільрада.

## Історія
Від 2009 року входить до складу муніципального утворення Большеарська сільрада.

## Населення
| 2002 | 2010 |
| ---- | ---- |
| 15   | ↘6   |